# Nomós Péllis
Nomós Péllis (engelska: Pella) är en regiondel, fram till 2011 prefekturen Nomós Péllis, i Grekland.   Den ligger i regionen Mellersta Makedonien, i den norra delen av landet, 300 km norr om huvudstaden Aten. Antalet invånare är 139 680. Arean är 2 506 kvadratkilometer.
Regiondelen är indelat i fyra kommuner. Den tidigare perfekturen hade 11 kommuner.
- Dimos Almopia
- Dimos Edessa
- Dimos Pella
- Dimos Skydra